# Live Tour "Continues"
 (juillet 2023).
La mise en forme du texte ne suit pas les recommandations de Wikipédia : il faut le « wikifier ».
Les points d'amélioration suivants sont les cas les plus fréquents. Le détail des points à revoir est peut-être précisé sur la page de discussion.
- Les titres sont pré-formatés par le logiciel. Ils ne sont ni en capitales, ni en gras.
- Le texte ne doit pas être écrit en capitales (les noms de famille non plus), ni en gras, ni en italique, ni en « petit »…
- Le gras n'est utilisé que pour surligner le titre de l'article dans l'introduction, une seule fois.
- L'italique est rarement utilisé : mots en langue étrangère, titres d'œuvres, noms de bateaux, etc.
- Les citations ne sont pas en italique mais en corps de texte normal. Elles sont entourées par des guillemets français : « et ».
- Les listes à puces sont à éviter, des paragraphes rédigés étant largement préférés. Les tableaux sont à réserver à la présentation de données structurées (résultats, etc.).
- Les appels de note de bas de page (petits chiffres en exposant, introduits par l'outil «  Source ») sont à placer entre la fin de phrase et le point final[comme ça].
- Les liens internes (vers d'autres articles de Wikipédia) sont à choisir avec parcimonie. Créez des liens vers des articles approfondissant le sujet. Les termes génériques sans rapport avec le sujet sont à éviter, ainsi que les répétitions de liens vers un même terme.
- Les liens externes sont à placer uniquement dans une section « Liens externes », à la fin de l'article. Ces liens sont à choisir avec parcimonie suivant les règles définies. Si un lien sert de source à l'article, son insertion dans le texte est à faire par les notes de bas de page.
- La présentation des références doit suivre les conventions bibliographiques. Il est recommandé d'utiliser les modèles {{Ouvrage}}, {{Chapitre}}, {{Article}}, {{Lien web}} et/ou {{Bibliographie}}. Le mode d'édition visuel peut mettre en forme automatiquement les références.
- Insérer une infobox (cadre d'informations à droite) n'est pas obligatoire pour parachever la mise en page.

Pour une aide détaillée, merci de consulter Aide:Wikification.
Si vous pensez que ces points ont été résolus, vous pouvez retirer ce bandeau et améliorer la mise en forme d'un autre article.
 (juillet 2023).
« Live Tour « Continues » » est la cinquième œuvre vidéo de Gen Hoshino sortie le 10 janvier 2018.

## Aperçu
De mai à septembre 2017, la tournée nationale de Gen Hoshino "Hoshino Gen Live Tour 2017 'Continues'", et des performances supplémentaires tenues à Saitama Super Arena les 9 et 10 septembre seront diffusées sur Blu-ray. -Conversion Ray/DVD. Le DISQUE 1 contient des séquences de performances live à Saitama Super Arena et le DISQUE 2 contient un documentaire sur la tournée couvrant les 20 performances dans les 10 lieux. Les DISQUES 1 et 2 incluent des commentaires audio de Gen Hoshino et de ses amis.

## Ventes et classement
Dans le classement Oricon Weekly DVD et BD (blu-ray disc) du 22 janvier 2018 (période de réalisation des statistiques : du 8 janvier au 14 janvier), les deux premières semaines ont remporté la première place au classement général. C'est la troisième fois consécutive qu'une de ses œuvre en blu-ray/DVD remporte simultanément la première place sur DVD et BD, après " Live Tour 'YELLOW VOYAGE'" sorti en juin 2016 et " Music Video Tour 2010-2017 " sorti en mai 2017 C'est la troisième œuvre au total, et elle est à égalité pour la première place dans l'histoire des œuvres solo masculines en termes de nombre d'œuvres simultanées sur DVD et BD les mieux classées, avec Koichi Domoto, avec trois séries consécutives. De plus, dans le "Comprehensive Music Video Ranking", qui regroupe les ventes de DVD musicaux et de BD, Koichi Domoto, qui a été aligné avec trois œuvres jusqu'à présent, s'est classé premier pour la quatrième œuvre dont " STRANGER IN BUDOKAN " sorti en août 2014. Il le dépasse et devient le premier soliste masculin au nombre d'œuvres qui remportent la première place dans le même classement.

## Contenu enregistré

### DISC1
Live Tour 2017 "Continues" performances supplémentaires (9 et 10 septembre 2017 à Saitama Super Arena )23 chansons au total (environ 242 minutes)
1. Firecracker (MARTIN DENNY)
2. Bakemono (化物)
3. Sakura no mori (桜の森)
4. Night Troop
5. Amaoto (雨音)
6. Kudaranai no naka ni (くだらないの中に)
7. Film (フィルム)
8. Yume no Soto e (夢の外へ)
9. Les messages sous forme d'enregistrements des amis de Gen Hoshino
10. Ana o horu (穴を掘る)
11. Toumei Shoujo (透明少女) (NUMBER GIRL)
12. Kuse no uta(くせのうた)
13. Mad Pierrot (Yellow Magic Orchestra (イエロー・マジック・オーケストラ))
14. Toki yo (時よ)
15. Gag(ギャグ)
16. SUN
17. Koi (恋)
18. Week End
19. Continues

### DISC2
--Rappel--
1. Kimi wa bara yori utsukushii (君は薔薇より美しい) ( Akira Fuse )
2. Drinking Dance
3.Family Song
4.Friend Ship
Tour Documentary 「to be Continue(s)」 
Prime édition limitée première presse
(Commun aux Blu-ray et DVD )
1. Livret spécial (48 pages/couleur)
・ Discussion rétrospective de la tournée : Gen Hoshino x Ryosuke Nagaoka x Naoki Terasaka
・Commentaire : Le présent connecté et le futur connecté Découvrez l'histoire de Gen Hoshino et la musique tissée dans "Continues" (Musique : Tomoko Ariizumi)
2. Spécification de cas particulier

## note de bas de page
Modèle:脚注ヘルプ1 site officiel de Gen Hoshino catégorie live tour continues (en anglais)
2 Wikipédia Live Tour "Continues" en japonais